# Zweite Regierung Stanhope–Sunderland

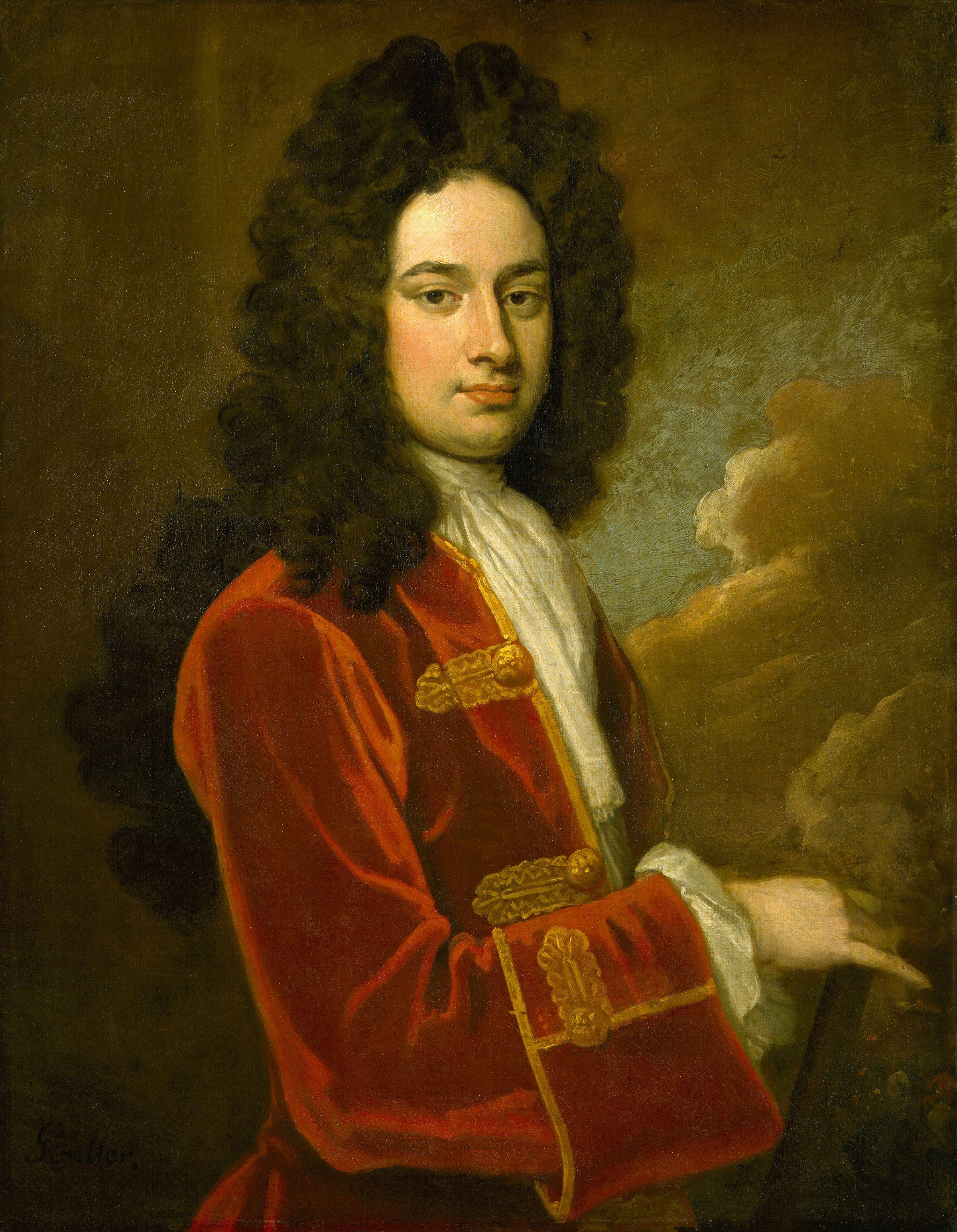
Der Staatssekretär für den Norden James Stanhope, 1. Viscount Stanhope und…

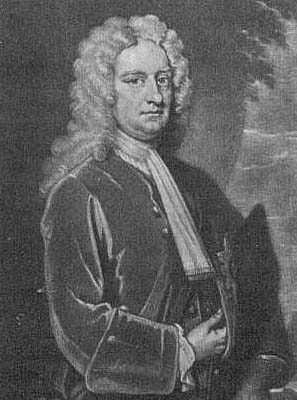
… der Erste Lord des Schatzamtes Charles Spencer, 3. Earl of Sunderland waren die Führer und Namensgeber der Regierung.

Die Zweite Regierung Stanhope–Sunderland war die Regierung im Königreich Großbritannien vom 21. März 1718 bis zum 4. April 1721.
Zu dieser Zeit gab es noch nicht das Amt des Premierministers, welches sich erst später sukzessive etablierte. Führer und Namensgeber der Regierung waren daher der der Secretary of State in Northern Department (Staatssekretär für den Norden) James Stanhope, 1. Viscount Stanhope und der First Lord of the Treasury (Erste Lord des Schatzamtes) Charles Spencer, 3. Earl of Sunderland. Die Regierung bestand ausschließlich aus Mitgliedern der liberalen Whigs. Die Regierung löste die Erste Regierung Stanhope–Sunderland ab und wurde am 4. April 1721 von der Regierung Walpole–Townshend abgelöst.

## Innenpolitik: Die Südseeblase

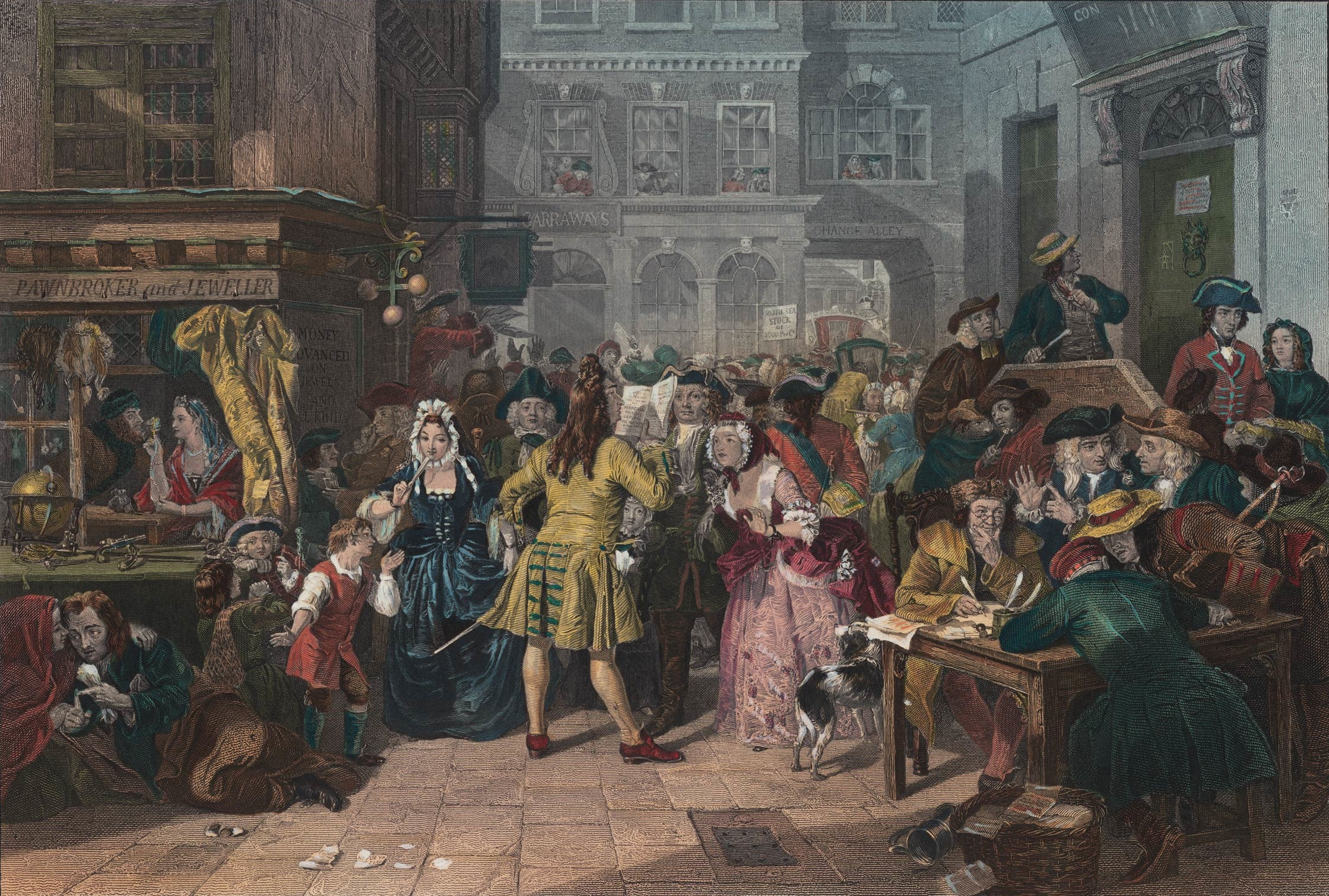
South Sea Bubble von E. M. Ward
(19. Jahrhundert, im Stil Hogarths)

Der Whig-Politiker Sunderland, der die Schaffung einer großen Anzahl von Peers durch das Tory-Ministerium befürchtete, führt am 28. April 1718 die Peerage Bill zur Schließung des Oberhauses (House of Lords) ein: Die Maßnahme wurde jedoch vom Unterhaus (House of Commons) abgelehnt. 1719 bot die 1711 gegründete South Sea Company, die ein Handelsmonopol mit Südamerika besaß, an, die Hälfte der britischen Staatsschulden gegen weitere Zugeständnisse zu übernehmen. Das Platzen der „Südseeblase“ (South Sea Bubble) zwischen Oktober und Dezember 1720 löste eine finanzielle und politische Krise aus. Das Angebot des Unternehmens, die Staatsschulden im Jahr 1719 zu übernehmen, hatte zu Finanzspekulationen geführt, die zu Panik geführt und Tausende von Anlegern ruiniert haben. Am 9. März 1721 wurde der frühere Schatzkanzler John Aislabie wegen Betrugs aufgrund seiner Beteiligung an der Südseeblase festgenommen und im Tower of London inhaftiert. Der Finanzskandal um die South Sea Company nach Spekulationen und übermäßigen Kurssteigerungen führte letztlich zum Ende der zweiten Regierung Stanhope–Sunderland.

## Außenpolitik: Der Krieg der Quadrupelallianz
Die spanische Eroberung Siziliens (22. Juli bis 2. August 1718) führte zur antispanischen Quadrupelallianz zwischen Großbritannien, Frankreich, dem Heiligen Römischen Reich und der Republik der Vereinigten Niederlande. Zu den Zielen des Bündnisses gehörten der Verzicht des Kaisers Karl VI. und Philipps V., König von Spanien, auf Ansprüche auf die Gebiete des jeweils anderen sowie der Austausch von Sizilien gegen Sardinien durch Spanien. Der Krieg wurde erklärt, um Spaniens Zustimmung zu sichern. Admiral Sir George Byng besiegte die spanische Flotte (31. Juli bis 11. August 1718) in der Seeschlacht vor Kap Passero, nachdem König Philipp V. die Bedingungen der Quadrupelallianz abgelehnt hatte. Am 9. Januar 1719 erreichte der Konflikt um die spanische Besetzung Sardiniens und Siziliens und um die Bildung der Quadrupelallianz einen kritischen Punkt: Philippe II. de Bourbon, duc d’Orléans und Regent von Frankreich, erklärte Spanien den Krieg. Spanische Invasoren und ihre jakobitischen Anhänger wurden am 10. Juni 1719 in der Schlacht bei Glenshiel in Schottland besiegt und ergaben sich am 11. Juni 1718. Die Hauptinvasionsflotte wurde durch Stürme zerstreut.
Nach Verhandlungen vom 6. bis 17. Februar 1720 in Den Haag wurde ein Friedensvertrag zwischen Spanien und der Quadrupelallianz geschlossen. Das Heilige Römische Reich gab seinen Anspruch auf Spanien und König Philipp V. seinen Anspruch auf Italien auf. Kaiser Karl VI. erlaubte Karl, dem Sohn von Philip und Elisabetta Farnese, den Thron von Parma, Piacenza und der Toskana zu besteigen. Savoyen erhält Sardinien vom Kaiser im Austausch für Sizilien. Der Herzog von Savoyen Viktor Amadeus II. wurde König von Sardinien.

## Mitglieder des Kabinetts
| Amt                                                                       | Amtsinhaber | Beginn der Amtszeit                         | Ende der Amtszeit                            |
| ------------------------------------------------------------------------- | --- | ------------------------------------------- | -------------------------------------------- |
| First Lord of the Treasury (Erster Lord des Schatzamtes)                  | Charles Spencer, 3. Earl of Sunderland                                                                                           | 21. März 1718                               | 4. April 1721                                |
| Secretary of State in Northern Department (Staatssekretär für den Norden) | James Stanhope, 1. Viscount Stanhope                                                                                             | 21. März 1718                               | 4. April 1721                                |
| Lord Chancellor (Lordkanzler)                                             | Thomas Parker, 1. Baron Parker                                                                                                   | 12. Mai 1718                                | 4. April 1721                                |
| Lord President of the Council (Präsident des Geheimen Kronrates)          | Charles Spencer, 3. Earl of Sunderland Evelyn Pierrepont, 1. Duke of Kingston-upon-Hull Charles Townshend, 2. Viscount Townshend | 21. März 1718 6. Februar 1719 11. Juni 1720 | 6. Februar 1719 11. Juni 1720 4. April 1721  |
| Lord Privy Seal (Lordsiegelbewahrer)                                      | Evelyn Pierrepont, 1. Duke of Kingston-upon-Hull Henry Grey, 1. Duke of Kent Evelyn Pierrepont, 1. Duke of Kingston-upon-Hull    | 21. März 1718 6. Februar 1719 13. Juni 1720 | 14. Februar 1719 13. Juni 1720 4. April 1721 |
| Secretary of State in Southern Department (Staatssekretär für den Süden)  | James Craggs John Carteret, 2. Baron Granville                                                                                   | 21. März 1718 16. Februar 1721              | 16. Februar 1721 4. April 1721               |
| First Lord of the Admiralty (Erster Lord der Admiralität)                 | James Berkeley, 3. Earl of Berkeley                                                                                              | 21. März 1718                               | 4. April 1721                                |
| Chancellor of the Exchequer (Schatzkanzler)                               | John Aislabie John Pratt (kommissarisch)                                                                                         | 21. März 1718 23. Februar 1721              | 23. Januar 1721 4. April 1721                |
| Master General of the Ordnance (Generalfeldzeugmeister)                   | John Churchill, 1. Duke of Marlborough                                                                                           | 21. März 1718                               | 4. April 1721                                |
| Paymaster of the Forces (Zahlmeister der Streitkräfte)                    | Henry Clinton, 7. Earl of Lincoln Robert Walpole                                                                                 | 21. März 1718 11. Juni 1720                 | 11. Juni 1720 4. April 1721                  |
| Lord Lieutenant of Ireland (Vertreter der britischen Krone in Irland)     | Charles Paulet, 2. Duke of Bolton Charles FitzRoy, 2. Duke of Grafton                                                            | 21. März 1718 18. Juni 1720                 | 18. Juni 1720 4. April 1721                  |
| Lord Steward of the Household (Oberhofmarschall)                          | John Campbell, 2. Duke of Argyll                                                                                                 | 21. März 1718                               | 4. April 1721                                |
| Lord Chamberlain of the Household (Oberkammerherr)                        | Thomas Pelham-Holles, 1. Duke of Newcastle-upon-Tyne                                                                             | 21. März 1718                               | 4. April 1721                                |
| Secretary of State for Scotland (Staatssekretär für Schottland)           | John Ker, 1. Duke of Roxburghe                                                                                                   | 21. März 1718                               | 4. April 1721                                |

## Hintergrundliteratur
- England im 18. Jahrhundert, in: Weltgeschichte in Bildern. Die innere Entwicklung der europäischen Staaten im 18. Jahrhundert, Gondrom Verlag, Bayreuth 1981, ISBN 3-8112-0242-1
- Chris Cook, John Stevenson: British Historical Facts 1688–1760, Macmillan 1988, S. 33–35
- Heinrich Pleticha (Herausgeber): Weltgeschichte. Aufklärung und Revolution. Europa im 17. und 18. Jahrhundert, Bertelsmann Lexikon Verlag, Gütersloh 1996, ISBN 3-577-15008-4
- Ulrike Müller-Kaspar (Herausgeberin): Die Jahrtausendbibliothek. Das Achtzehnte Jahrhundert, Tosa Verlag, Wien 1999
- Chambers Dictionary of World History, Chambers Harrap 2002, ISBN 0-550-13000-4
- Hywell Williams (Herausgeber): The Early Modern World 1450–1799, in: Cassell’s Chronology of World History. Dates, Events and Ideas that Made History, Weidenfeld & Nicolson, London 2005, ISBN 0-304-35730-8
- Der Große Ploetz. Die Enzyklopädie der Weltgeschichte, Verlag Vandenhoeck & Ruprecht, 35. Auflage, 2008, ISBN 978-3-525-32008-2